# Park miejski w Bytomiu
Park miejski im. Franciszka Kachla w Bytomiu (w PRL-u park im. gen. Karola Świerczewskiego) – park założony w 1840 roku w Bytomiu, wpisany do rejestru zabytków nieruchomych województwa śląskiego.
Park został założony około 1840 roku w północno-zachodniej części centrum miasta, pomiędzy dzisiejszymi ul. Tarnogórską, ul. Wrocławską i ul. Olimpijską, dzięki donacji Huberta von Tiele-Winckler. Do 330 mórg przeznaczonych na park przez Tiele-Winklera dołączono teren pogórniczy, który należał do kopalni galmanu Teresa . Za właściwego założyciela parku i ogrodu zoologicznego uznaje się Adolfa Wermunda, mydlarza i świecarza, radnego miejskiego, które powstały według jego projektów w 1870 roku.
Obecnie park zajmuje powierzchnię 43 hektarów .

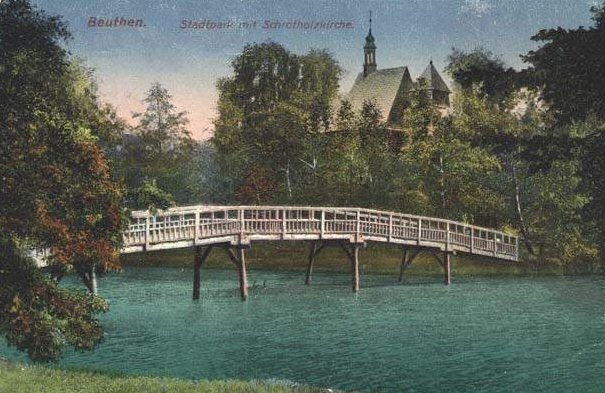
Park miejski w Bytomiu, pocztówka z ok. 1911 roku. W tle widoczny kościół św. Wawrzyńca

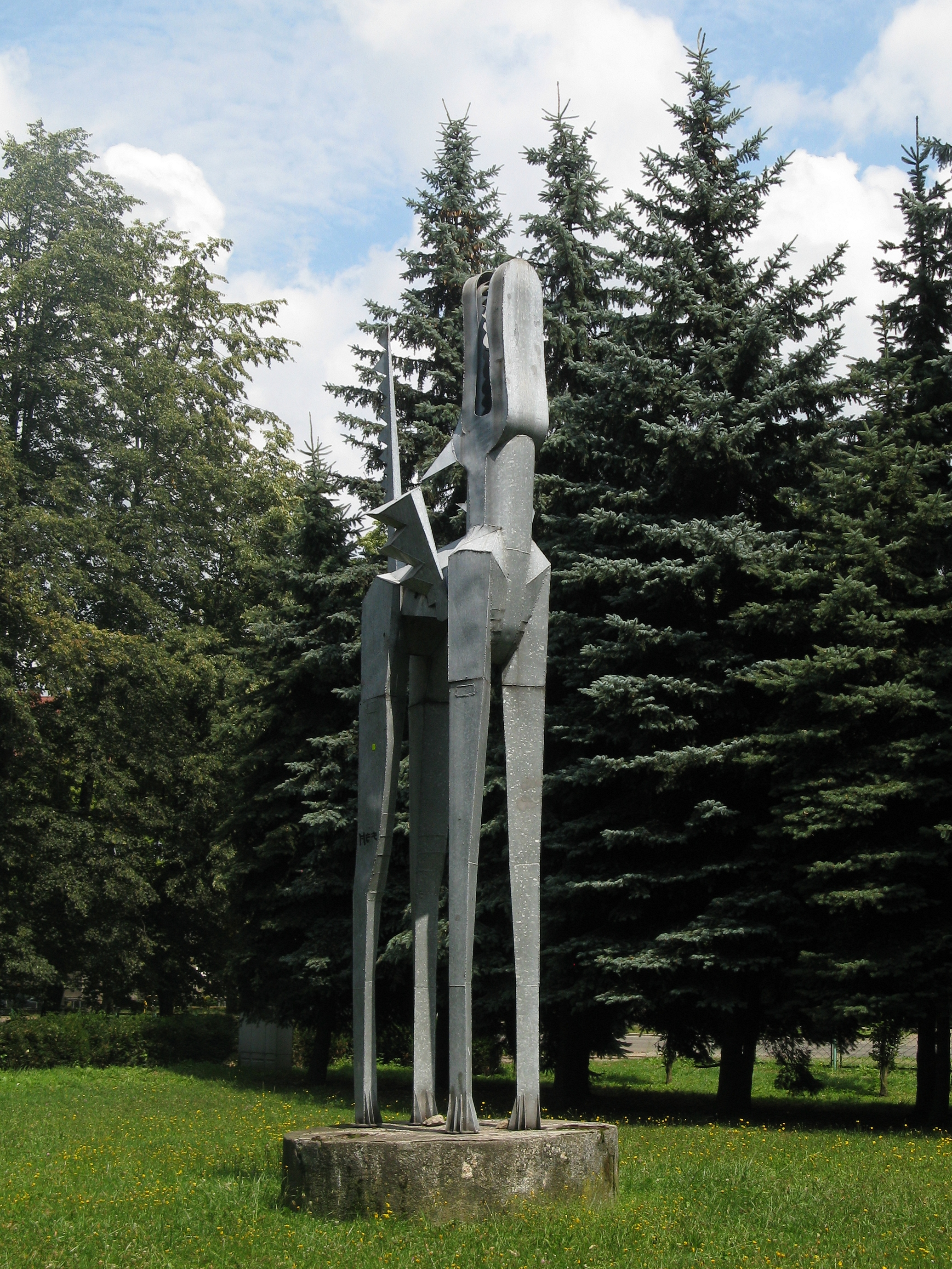
Stalowa rzeźba plenerowa projektu Jacka Wichrowskiego w parku (2018)

Na terenie parku znajdowała się łaźnia miejska, obecnie w tym miejscu znajduje się kąpielisko miejskie postawione w 1934 roku i zaprojektowane przez Carla Schmidta. W latach 1898−1957 funkcjonował na terenie parku Miejski Ogród Zoologiczny. Było to pierwsze ZOO na Górnym Śląsku, w którym znajdowało się 89 zwierząt z 25 gatunków.
W dwudziestoleciu międzywojennym w parku ustawiono pomnik pamięci poległych żołnierzy bytomskiego 156 Pułku Piechoty; po II wojnie światowej na jego miejscu stanął pomnik gen. Karola Świerczewskiego, po jego likwidacji na jego miejscu urządzono kwietnik.
Ponadto na obszarze parku znajdują się:
- drewniany kościół św. Wawrzyńca (spłonął w 1982 roku)
- urząd miejski
- korty tenisowe Górnika Bytom
- muszla koncertowa
- miejski basen odkryty
- dwa stawy

W 1992 roku park miejski został wpisany do rejestru zabytków z numerem A/1465/92.